# 974 Lioba
974 Lioba este un asteroid din centura principală, descoperit pe 18 martie 1922, de Karl Reinmuth.